# Crossea
Crossea là một chi ốc biển rất nhỏ thuộc họ Conradiidae.

## Phân bổ
Các loài trong chi này phân bố ở ngoài khơi Vịnh Oman, Nhật Bản, New Zealand, Nam Phi, các lãnh thổ Úc như New South Wales, Northern Territory, Queensland, South Australia, Tasmania, Victoria.

## Các loài
Các loài trong chi Crossea bao gồm:
- Crossea alliciens Melvill, 1910
- Crossea biconica Hedley, 1902
- Crossea cordata Rubio & Rolán, 2019
- Crossea eryma Melvill, 1906
- Crossea exornata Rubio & Rolán, 2019
- Crossea extrema Rubio & Rolán, 2019
- Crossea gatliffi Hedley, 1902
- Crossea gemmata Hedley, 1912
- Crossea miranda A. Adams, 1865
- Crossea nicober Rubio & Rolán, 2019
- Crossea regularis Rubio & Rolán, 2019
- Crossea sepcris Rubio & Rolán, 2019
- Crossea spiralis Rubio & Rolán, 2019
- Crossea striata Watson, 1883
- Crossea ulevidens Rubio & Rolán, 2019
- Crossea ultidepre Rubio & Rolán, 2019
- Crossea vanuatuensis Rubio & Rolán, 2019
- Crossea veraspiralis Rubio & Rolán, 2019
- Crossea victori Poppe, Tagaro & Stahlschmidt, 2015

Các loài sau đây được đưa vào danh pháp đồng nghĩa
- Crossea agulhasensis Thiele, J. 1925: syn.  Crossea striata Watson, 1883
- Crossea bellula A. Adams, 1865: syn. Crosseola bellula (A. Adams, 1865) (original combination)
- Crossea cancellata Tenison-Woods, 1878: syn. Crosseola cancellata (Tenison Woods, 1878) (original combination)
- Crossea carinata Hedley, 1903: syn. Cirsonella carinata (Hedley, 1903)
- Crossea concinna Angas, 1867: syn. Crosseola concinna (Angas, 1867)
- Crossea consobrina May, 1915: syn. Crosseola concinna (Angas, 1867)
- Crossea glabella Murdoch, 1908: syn. Conjectura glabella (Murdoch, 1908)
- Crossea inverta Hedley, 1907: syn. Crosseola inverta (Hedley, 1907) (original combination)
- Crossea labiata Tenison-Woods, 1876: syn. Dolicrossea labiata (Tenison-Woods, 1876)
- Crossea naticoides Hedley, C., 1907: syn. Cirsonella naticoides (Hedley, 1907); syn. Cirsonella weldii (Tenison-Woods, 1877)